# Carlos Callejo Serrano
Carlos Callejo Serrano (Barcelona, 28 de enero de 1911-Cáceres, 27 de enero de 1993) fue un investigador histórico y escritor español, descubridor de las pinturas rupestres de Maltravieso, en el término municipal de Cáceres.

## Biografía
Nació y vivió sus primeros años en Barcelona. Su padre fue dibujante y pintor, entre otras profesiones. Su madre falleció cuando él contaba 7 años. La familia, de clase media, era de ascendencia castellana y valenciana, pero se trasladó a Cataluña por destino de su abuelo paterno, militar y veterano de la guerra de Cuba.

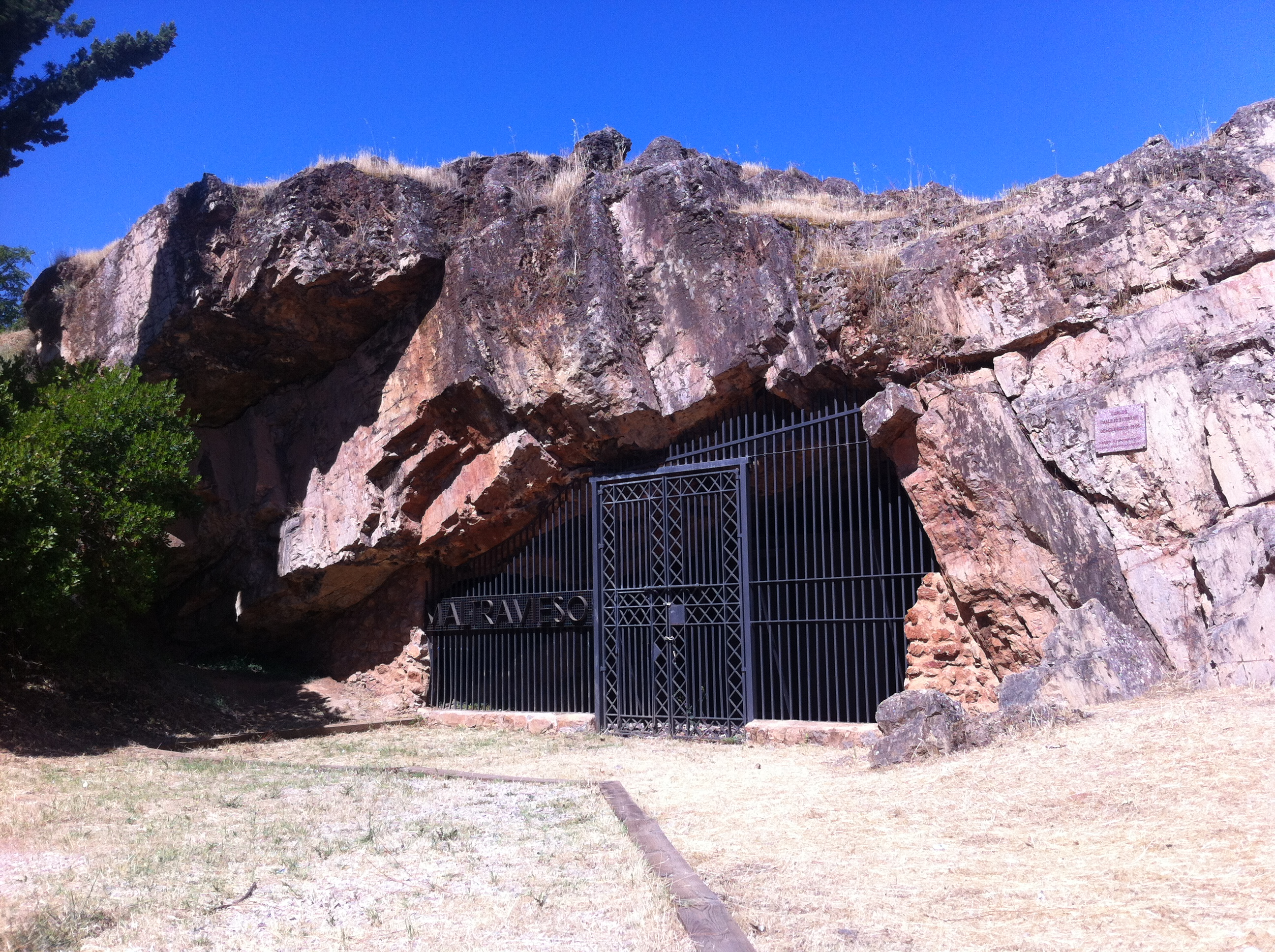

Cursó los estudios primarios y de bachillerato en Barcelona y Orduña (Vizcaya), interno en el Colegio Nuestra Señora de la Antigua, de los jesuitas, quienes ejercieron una influencia notable en sus sólidas convicciones religiosas. Finalizado el bachillerato en Barcelona, no pudo continuar su formación en la Universidad debido a las limitaciones económicas de la familia, y concurrió a las oposiciones del cuerpo de Telégrafos, obteniendo su primer destino en Tárrega (Lérida) en 1933. Después de algunos años en otras localidades y de una exhaustiva preparación en telecomunicaciones, obtiene el título de Jefe de Líneas de Telégrafos, equiparable en la época a ingeniería técnica, y es destinado a Cáceres, en 1943. Es en Extremadura donde se estableció definitivamente y, no obstante su formación y profesión técnica, desarrolló paralelamente una gran actividad cultural, científica e investigadora: de forma autodidacta profundizó en la Historia, la Arqueología, la Numismática o la Epigrafía, referidas sobre todo al ámbito extremeño, además de mostrar gran interés por otros muchos campos como la literatura, el arte, el periodismo, la naturaleza o el ajedrez.
En 1944 toma contacto con el ámbito cultural extremeño incorporándose a la tertulia literaria Alcántara, que sería el germen de la revista del mismo nombre, y de la que posteriormente sería director. En el campo del periodismo, comienza a colaborar en los diarios Extremadura de Cáceres y Hoy, de Badajoz, y es nombrado corresponsal en Cáceres de los diarios nacionales Madrid, Diario de Barcelona, El Ideal Gallego y El Correo Catalán, entre otros, a través de la agencia Logos.
Su primera publicación histórica aparece en 1951: Conductores del mundo, de la que es coautor con Julio Ganzo, y constituye una cronología de todos los gobernantes y magistraturas de la Historia. En 1953 contrae matrimonio con Inés Carbajo Montero, extremeña de Acehúche y funcionaria del estado como él, unión de la que nacieron 4 hijos.
Es nombrado Conservador del Museo de Cáceres en 1955, cargo que desempeñó hasta 1970. Sus principales aportaciones a esta institución se concretan en los campos de la Prehistoria y de la Numismática: suyos son los ingresos en el Museo de los Tesoros de Berzocana y de Serradilla, y más de diez mil piezas numismáticas.
En 1956 descubre las pinturas rupestres de la Cueva de Maltravieso, hecho más importante en su carrera de investigador y al que dedicó más tiempo y entrega. La importancia de estas pinturas, que representan en su mayoría improntas de manos humanas, radica en ser las primeras de este tipo localizadas al suroeste de la península ibérica, y contradecían la teoría de que la cultura asociada a las mismas no existiría al sur de la zona de arte franco-cantábrica, hecho considerado hasta entonces indiscutible por la comunidad científica. Debido a esta controversia, demostrar la autenticidad de Maltravieso le supuso a Carlos Callejo un gran esfuerzo en correspondencia, viajes y gestiones, hasta que su destacada participación en el IX Congreso Nacional de Arqueología, celebrado en 1969, dejó acreditada su indiscutible relevancia científica.
Estas pinturas, que tanto Callejo como la Ciencia hasta hace poco habían atribuido a Homo sapiens del Paleolítico Superior, han sido objeto de nuevas y transcendentales investigaciones sobre la época de su creación. Publicadas en 2018 en la revista Science y aplicando el método U-Th (datación uranio-torio) sobre las formaciones calcáreas que las cubren, demuestran que su antigüedad es de 66.700 años, lo cual implicaría que fueron realizadas por hombres de Neandertal. Esto supone un vuelco en el criterio científico sobre esta especie y sobre la importancia de Maltravieso.
Con motivo de este descubrimiento, traba relación y amistad con los principales prehistoriadores españoles del momento, como Antonio García y Bellido, Martín Almagro Basch, Francisco Jordá Cerdá, Antonio Blanco Freijeiro, y posteriormente Eduardo Ripoll Perelló, entre otros, que avalaron con sus visitas a Maltravieso y sus publicaciones el prolongado trabajo de investigación de Carlos Callejo.
En 1956 también es nombrado Delegado de Excavaciones Arqueológicas y secretario de la Comisión de Monumentos, de la que fue presidente en 1976. Otros cargos o reconocimientos que ostentó fueron los de Académico Correspondiente de la Real Academia de la Historia (1957), Miembro del Instituto Portugués de Arqueología e Historia de Lisboa y del Centro de Estudios Lusitano de Oporto (1963), director de la revista cultural Alcántara (1970), Cronista oficial de Cáceres (1974), Medalla de Plata al Mérito Turístico (1980) y académico de número de la Real Academia de Extremadura de las Artes y las Letras (1983).
Su obra escrita tiene por objeto principal la divulgación de la Historia, Prehistoria y Arqueología en Extremadura, y se resume en: 12 libros o publicaciones exclusivas, 46 trabajos y artículos en publicaciones y revistas especializadas como Alcántara de Cáceres, Zephyrus de Salamanca, Ampurias de Barcelona, o el Boletín de la Real Academia de la Historia, además de 13 obras de otras disciplinas y 2.100 artículos en prensa de toda España.
Carlos Callejo falleció en 1993 en Cáceres, de la que ese mismo año había sido nombrado hijo adoptivo.

## Obra

### Investigación y divulgación histórica

#### Libros y publicaciones exclusivas
- CONDUCTORES DEL MUNDO (1951). (En colaboración con Julio Ganzo Mediavilla). Madrid, Ed. Aguilar Halar, Colección Crisol n.º 306.
- LA COLECCIÓN MONETARIA DEL MUSEO DE CACERES. Catálogo y estudio crítico (1957). Cáceres, Servicios Culturales de la Diputación Provincial.
- LA CUEVA PREHISTÓRICA DE MALTRAVIESO, JUNTO A CÁCERES (1958). Cáceres, Publicaciones de la Biblioteca Pública.
- EL MONASTERIO DE GUADALUPE (1958). Madrid, Ed. Plus Ultra. Colección “Los monumentos Cardinales de España”, n.º XXI.
- CACERES MONUMENTAL (1960). Madrid, Ed. Plus Ultra. Colección “Los monumentos Cardinales de España” n.º XXV. (4 ediciones, 1972, 1975 y 1980).
- EL ORIGEN Y EL NOMBRE DE CÁCERES (1962). Cáceres, Ed. Caja de Ahorros de Cáceres.
- LA CITÉ DE CACERES (1963). Madrid. Ed. Rafael Taravillas (Versión en francés: Anne Marie Brun).
- EXTREMADURA (1963). Madrid. Editora Nacional, Temas españoles, n.º 441.
- BADAJOZ Y SU PROVINCIA (1964). Barcelona, Ed. Aries (Col. Guías artísticas ARIES).
- GUADALUPE Y LA HISPANIDAD (1965). Madrid, Ed. Arturo Álvarez OFM.
- LOS ORÍGENES DE CÁCERES. (ARQUEOLOGÍA, HISTORIA ANTIGUA Y TRADICIÓN DE LA CIUDAD) (1980). Cáceres, Institución Cultural El Brocense.
- LA VALENTIA FUNDADA POR JUNIO BRUTO (Estudio actual de un enigma histórico) (1981). Cáceres, I.C El Brocense.

#### Trabajos en revistas especializadas
- LA ORDEN MILITAR SE SANTIAGO NACIO EN CACERES (1952). La Coruña, Rev. Año Santo de Santiago.
- LAS SEPULTURAS ENEOLITICAS DE “EL TRASQUILON” (1956). Cáceres, Rev. Alcántara.
- EL PROCESO DE HISPANIZACIÓN DE CARLOS I (1958). Cáceres, Rev. Alcántara, diciembre.
- ¿QUIÉN ES CRISTÓFORO COLOMBO? (1959). Cáceres, Revista Alcántara, marzo.
- CACERES Y LAS FALSAS ETIMOLOGÍAS (1960). Cáceres, Rev. Alcántara.
- LEYENDA Y TESORO DEL MUSEO PROVINCIAL DE CACERES (1960). Madrid, Rev. Piel de España.
- LOS TORQUES DE ORO DE BERZOCANA (1960). (en colaboración con A. Blanco Freijeiro). Salamanca, Rev. Zéphyrus, n.º XI.
- ABADÍA: PEQUEÑA JOYA TURÍSTICA EN UN RINCÓN DE EXTREMADURA (1961). Revista Técnica de Turismo. Octubre.
- GUADALUPE Y SUS TÍTULOS DE HISPANIDAD: razones históricas de una reivindicación (1961). Sevilla, Imp. San Antonio.
- RESTOS EN SAN BLAS Y OTROS VARIOS ROMANOS (1962). Badajoz, Rev. Estudios Extremeños, n.º XVIII, Diputación Provincial de Badajoz.
- UN LUSTRO DE INVESTIGACIÓN ARQUEOLÓGICA EN LA ALTA EXTREMADURA (1962). Badajoz, Rev. Estudios Extremeños, n.º XVIII. Diputación Provincial de Badajoz.
- CUATRO INSCRIPCIONES VISIGODAS EN EXTREMADURA (1962). Barcelona, Rev. Ampurias.
- NOVEDADES Y CORRECCIONES EN LA EPIGRAFIA DE CACERES (1962). Madrid, Boletín de la Real Academia de la Historia. Tomo CLI.
- TEMPLO VISIGODO DEDICADO A LA VIRGEN EN IBAHERNANDO (1963). Badajoz, Rev. Estudios Extremeños. N.º XIX. Diputación Provincial de Badajoz.
- LA “VIA LATA” EN LA PROVINCIA DE CÁCERES (1963). Revista Destellos, noviembre.
- TESOROS PREHISTÓRICOS EN EXTREMADURA (1963). Revista Touring Club de España n.º 2. Octubre-noviembre.
- LA ARQUEOLOGIA DE ALCONETAR (1963). Cáceres, Rev. Alcántara.
- FICHAS DE ARQUEOLOGIA EXTREMEÑA (1964). Madrid, Archivo Español de Arqueología XXXVI.
- EL TESORO NUMISMATICO DE GARCIAZ (1964). Badajoz, Rev. Estudios Extremeños n.º XX. Diputación Provincial de Badajoz.
- EN TORNO A NORBA CAESARINA (1965). París. Bol. El Miliario Extravagante,
- LOS DENARIOS DE VALDESALOR (1965). Salamanca, Rev. Zéphyrus N.º XVI.
- MONEDAS ROMANAS EN MONROY (1965). Badajoz, Rev. Estudios Extremeños N.º XXI. Diputación Provincial de Badajoz.
- APORTACIONES A LA EPIGRAFÍA ROMANA DEL CAMPO NORBENSE (1965). Madrid, Boletín de la Real Academia de la Historia N.º CLVII.
- LOS BRONCES ROMANOS DE GARCIAZ (1966). Badajoz, Rev. Estudios Extremeños Tomo XXI. Diputación Provincial de Badajoz.
- SITUACION DE LA COLONIA NORBENSIS CAESARINA (1966). París. Bol. El Miliario Extravagante. Enero.
- ANTES DE LOS 2000 AÑOS. Bimilenario de la fundación romana de Cáceres (1967). Madrid, Publicaciones del Ministerio de Información y Turismo.
- RAZONES HISTORICAS DEL BIMILENARIO DE CACERES (1967). Cáceres, Rev. Alcántara. N.º. 149. Diciembre.
- LA ARQUEOLOGIA DE NORBA CESARINA (1968). Madrid, Archivo Español de Arqueología.
- CEDULAS EPIGRAFICAS DEL CAMPO NORBENSE (1968). Salamanca, Rev. Zephyrus n.º XVIII.
- CATALOGO DE LAS PINTURAS DE LA CUEVA DE MALTRVIESO (1970). Zaragoza, Actas del XI Congreso Nacional de Arqueología.

- INSCRIPCIONES DEL MUSEO DE CACERES PUBLICADAS POR MONSALUD Y POR MALLON Y MARIN (1970). Badajoz, Rev. Estudios Extremeños N.º XXVI. Diputación Provincial de Badajoz.
- NUEVO REPERTORIO EPIGRAFICO DE LA PROVINCIA DE CACERES (1970). Madrid, Archivo Español de Arqueología vol. 43.
- EL PUENTE ROMANO DE ALCANTARA EN SECO (1970). Madrid, Archivo Español de Arqueología n.º 121-122, Vol. 43.
- EXCAVACIONES REALIZADAS EN LA “CERCA DE LOS HIDALGOS” CAMPOLUGAR (CÁCERES) (1971). Madrid, Noticiario Arqueológico Hispánico XIII y XIV.
- BADAJOZ; CÁCERES; EXTREMADURA (1971). Barcelona, Ed. Salvat. Artículos en Enciclopedia SALVAT.
- RELACIONES DEMOGRÁFICAS ENTRE CAPERA Y NORBA CESARINA (1971). Cáceres, Rev. Alcántara. N.º 163, junio.
- APUNTES SOBRE LA SITUACION DE LA CIUDAD DE MIKNASA, EN LA EXTREMADURA ÁRABE (1972). Badajoz, Rev. Estudios Extremeños Vol. XVIII. Diputación Provincial de Badajoz.
- LAS CUEVAS PREHISTÓRICAS DEL CALERIZO DE CACERES (1974). Actas del V Congreso de Estudios Extremeños, VII. Tomo III.
- ISABEL Y FERNANDO, REYES DE CASTILLA (1975). Cáceres, Rev. Alcántara n.º 178. Marzo.
- BADAJOZ; CÁCERES; EXTREMADURA (1975). Madrid, Ed. Rialp. Artículos en Enciclopedia RIALP.
- SIMBOLOGIA FUNERARIA ROMANA DE LA ALTA EXTREMADURA (1977). Madrid, Rev. Universidad Complutense, homenaje a Antonio García y Bellido, III.
- LA RESTAURACION DEL MUSEO PROVINCIAL DE CACERES (1977). Cáceres, Revista Alcántara, N.º 187, junio.
- CUADRILÁTERO MONUMENTAL DEL OCCIDENTE CACEREÑO: ALCÁNTARA – BROZAS – GARROVILLAS - ARROYO DE LA LUZ (1981). Cáceres, Rev. Alcántara.
- TEÓNIMOS FALSOS EN LUSITANIA (1982). Badajoz, Diputación Provincial de Badajoz, Homenaje a José María Álvarez Sáenz de Buruaga.
- PALADINES SIN SUERTE: LOS CONQUISTADORES EXTREMEÑOS (1983). Cáceres. Inst.Cultural El Brocense, Dipotación Provincial. (Discurso de ingreso en la Real Academia de Extremadura de las Letras y las Artes).
- BARONES CATALANES EN LA RECONQUISTA DE EXTREMADURA (1986). Badajoz, Rev. de Estudios Extremeños, tomo XLII, núm. III, septiembre-diciembre.

### Obra literaria, ensayo y otras
- LA ESTELA DEL ALBATROS (1943). Barcelona, Ed. Bruguera (Biblioteca Iris).
- EL AJEDREZ ROMÁNTICO (1950). (Con Julio Ganzo Mediavilla). Madrid, Ed. Vicente Rico S.A.
- EL SUPERREALISMO EN EL ARTE (1950). Cáceres, Rev. Alcántara, núm. 23, julio.
- EL LOBO NEGRO (1951). Madrid, Ed. Alhambra (Col. Estelar, núm. 15).
- DE RIBERA A PICASSO PASANDO POR DOS BIENALES (1952). Rev. Alcántara, octubre.
- HABLAN LAS CALAVERAS (1953). Madrid, Ed. Alhambra (Col. Scotland Yard, núm. 33).
- COMENTARIOS A UN ESCULTOR (1954). Cáceres, Rev. Alcántara. Enero.
- ARTE MODERNO Y ARTE ETERNO (1955). Cáceres, Cuadernos Alcántara nº 15.
- RAPSODIA VIRGINAL (1955). Madrid-Barcelona, Ed. Rvmbos, S.A.
- LA CUARTA ESTRELLA (1958). Madrid, Ed. Aguilar (Col. Nova Navis, vol. IX).
- BREVE CARTA ARTÍSTICA DE EXTREMADURA (1959). Barcelona, Revista de Actualidades, Artes y Letras. Agosto.
- LA CUARTA BIENAL DE PINTURA EXTREMEÑA (1970). Cáceres, Rev. Alcántara, nº 159, junio.
- EL FUEGO DE LOS DIOSES (1972). No publicada. 210 fols. Archivo familiar.